# Ben Konaté
Ben Konaté est un footballeur naturalisé équatoguinéen né le 3 janvier 1989 à Abidjan. Il évolue au poste de milieu de terrain avec The Panters Malabo.

## Carrière
- 2006-2007 : ASEC Mimosas ( Côte d'Ivoire)
- 2007-2008 : Kawkab de Marrakech ( Maroc)
- 2008-2010 : Atlético Semu ( Guinée équatoriale)
- 2011-201. : The Panters Malabo ( Guinée équatoriale)

## Palmarès
- Championnat de Côte d'Ivoire de football : 2006
- Coupe de Côte d'Ivoire de football : 2007
- Coupe Félix-Houphouët-Boigny : 2006, 2007